# 平林定兵衛
平林 定兵衛（ひらばやし ていべえ、1855年1月13日〈安政元年11月25日〉- 1925年〈大正14年〉2月24日）は、日本の政治家。第2代八王子市長。東京府会議員（2期）、初代八王子町長なども務めた。

## 略歴
1854年（安政元年）11月25日、造り酒屋の三男として神奈川県愛甲郡中津村(現在の愛川町)で生まれ育ったとされており、2歳の時には八王子の平林定平の養子となる。

1885年（明治18年）8月、鴻通銀行を創設後は副頭取に就任する。1888年（明治21年）1月、鴻通銀行頭取に就任する。1889年（明治22年）4月25日、八王子町会議員に当選する（1903年（明治36年）まで重任）。同年の6月6日、初代八王子町長に就任する。1891年（明治24年）7月1日、神奈川県会議員に当選する。同年の12月12日、神奈川往還改修工事不正事件により辞職する。1892年（明治25年）5月10日、第15回衆議院議員総選挙に所属していた自由党からではなく吏党系政党から立候補するも落選する。1896年（明治29年）2月、東京府会議員に当選する。

1900年（明治33年）4月、八王子商業会議所副会頭当選する。1902年（明治35年）3月11日、5代八王子町長に就任する。1903年（明治36年）4月17日、八王子町長を辞任する。1905年（明治38年）2月4日、7代八王子町長に就任（7代〜9代、1915年8月20日まで）。ナンバースクールの設置、電気・電話の架設、大字改正を行う。1906年（明治39年）、日露戦争戦病死者忠魂碑完成などの功績により勲七等青色桐葉章を授与される。1913年（大正2年）、文部大臣から小学校奨励規定により選奨される。1915年（大正4年）9月25日、東京府会議員に当選する。1922年（大正11年）2月16日 、2代八王子市長に就任する。主な実績には上水道敷設などがある。

1925年（大正14年）2月24日、体調を崩し死去。享年70歳。